# Wechsler Intelligence Scale for Children
 (octobre 2014).
Le Wechsler Intelligence Scale for Children ou WISC est un test de quotient intellectuel développé en 1949 par David Wechsler pour les enfants de 6 ans à 16 ans et 11 mois. La version cinq du test (WISC-V) est parue en 2014.

## Origines
L'échelle WISC a été mise au point par le psychologue américain David Wechsler. Sa conception a duré environ cinq années et la première version de l'échelle est publiée en 1949.
La batterie s'inspire de l'échelle Wechsler-Bellevue élaborée également par Wechsler quelques années auparavant. La batterie comporte plusieurs exercices verbaux et non verbaux mesurant diverses habiletés cognitives.

## Étalonnages et validations des versions successives
Dans la première version de la batterie (1949), pour étalonner le test, c'est-à-dire former un groupe de référence, 200 enfants (100 garçons et 100 filles) sont testés dans chaque groupe d'âge. Les âges vont de 5 à 15 ans. Les enfants sont recrutés dans quatre régions des États-Unis et leurs parents représentent un échantillon représentatif sur le plan socio-professionnel.
Le test a donné lieu à de très nombreuses traductions et adaptations dans de nombreuses langues.
Il a fait l'objet de mises à jour permettant d'affiner sa validité.
En français, le test conserve le nom original anglais et est suivi du numéro de la version (par exemple, le WISC-IV publié en 2005). Le WISC-IV inclut des normes pour les francophones du Canada.

## Propriétés psychométriques du test
- Résultats : Moyenne des indices : 100 ; écart type de 15. Moyenne des subtests : 10 ; écart-type : 3.
- Temps de passation : 60 à 90 minutes selon l'âge et les capacités de l'enfant et selon les sous-tests facultatifs administrés. La passation doit se faire en une seule fois (toute dérogation doit être motivée par des éléments contextualisés).
- Qualités psychométriques : bonnes validité et fidélité, démontrant des résultats stables dans le temps [réf. nécessaire]

## Domaine scolaire
Le Wechsler Intelligence Scale for Children est très souvent utilisé dans le cadre de l’évaluation psychologique en milieu scolaire[réf. nécessaire].
Il n’est toutefois qu’un élément de référence parmi d’autres pour bien identifier la problématique de l'enfant. Il est parfois nécessaire de considérer d’autres instruments d’évaluation pour arriver à un diagnostic opérationnel.

## L'objectif de mesure
Se basant sur cinq grandes composantes, le WISC-V évalue les différentes aptitudes cognitives essentielles aux processus d’apprentissage.

## Populations visées où la validité clinique a été prouvée
Le WISC a été élaboré, originellement, pour évaluer les troubles cognitifs et les difficultés d'adaptation de certains enfants au système scolaire. Du fait que c'est une échelle (et non un test...), son aspect comparatif a été détourné pour l'évaluation des enfants « surdoués / talentueux intellectuellement »[Information douteuse][réf. nécessaire].
Ainsi, c'est un bon outil pour poser des hypothèses dans des cadres différents :
- la déficience intellectuelle légère à moyenne ;
- les troubles de lecture, d’expression écrite ou en mathématiques ; [réf. nécessaire]
- les difficultés d’apprentissage en comorbidité avec le déficit d’attention-hyperactivité ; [réf. nécessaire]
- un trouble de langage réceptif ou expressif ;[réf. nécessaire]
- les suites d'un traumatisme cérébral ;
- certains aspects du fonctionnement liés à un syndrome Asperger ou autre trouble autistique ;[réf. nécessaire]
- des déficiences en motricité fine ;
- un trouble neurovisuel.

## Interprétation des résultats
Le Wechsler Intelligence Scale for Children est standardisé auprès d’enfants francophones du Canada.
Il permet de situer un élève par rapport à son groupe de référence, représenté par les autres élèves du même âge, en ce qui concerne son résultat à l’échelle globale ainsi qu’aux différentes composantes.
Il permet de mettre en évidence les forces et faiblesses personnelles de l’enfant par rapport à ses résultats aux différents sous-tests.
Un lien statistique a été démontré entre le WISC-V et le test de rendement individuel de Wechsler (WIAT-II) évaluant respectivement les capacités intellectuelles et le rendement scolaire. La passation de ces deux instruments psychométriques combinés fournit à l’examinateur un profil plus complet du fonctionnement cognitif de l’enfant. Ce lien a été trouvé à partir d’une étude possédant un échantillon de 393 enfants francophones du Canada, âgés de 6 ans à 16 ans et 11 mois, ayant effectué les deux tests.
Il permet d'établir un lien avec d'autres instruments d'évaluation de la mémoire (Children’s Memory Scale, CMS), de comportement adaptatif (Adaptative Behavior Assessment System, ABAS), de la composante "Empathique" de l'échelle EQ de Baron-Cohen et de la douance (Gifted Rating Scale, GRS). 
Un score de 135 ou plus au WISC (tout comme au WAIS ou au WPPSI) permet de rejoindre Intertel, une association de surdoués.

## Limites du test
Le profil du fonctionnement cognitif résultant de la seule interprétation des résultats à cet instrument ne permet pas un diagnostic, il permet seulement d’élaborer des hypothèses.
Certains sous-tests dénotent un problème culturel quant au choix des questions touchant divers sujets. D’une culture à l’autre, le type de stimulation offert à l’enfant pourra grandement varier et influencer par le fait même les résultats de l’enfant aux sous-tests.
L'apport culturel est important lorsque l'on a l'occasion de comparer les scores obtenus avec trois ensembles de normes. Les normes américaines (anglophones) permettent l'obtention de scores plus élevés que les normes canadiennes-anglaises. Les normes franco-canadiennes donnent également des scores plus élevés que les normes canadiennes-anglaises. Or, rien ne vient justifier ces écarts de cotation, hormis le fait que les populations visées sont culturellement différentes et que les scores doivent donc refléter l'apport culturel que chaque enfant doit avoir pour pouvoir réussir le test.